# Liste der Bodendenkmale in Sieverstedt
In der Liste der Bodendenkmale in Sieverstedt sind die Bodendenkmale der Gemeinde Sieverstedt nach dem Stand der Bodendenkmalliste des Archäologischen Landesamts Schleswig-Holstein von 2016 aufgelistet. Die Baudenkmale sind in der Liste der Kulturdenkmale in Sieverstedt aufgeführt.
| Denkmal-ID           | Befundart               | Bezeichnung                                           | Zeitstellung                 | Lage | Bemerkungen                                            | Bild |
| -------------------- | ----------------------- | ----------------------------------------------------- | ---------------------------- | ---- | ------------------------------------------------------ | ---- |
| aKD-ALSH-Nr. 004 092 | Grabmal > Grabhügel     | Grabhügel                                             | Vor- und/oder Frühgeschichte |      |                                                        |      |
| aKD-ALSH-Nr. 004 093 | Grabmal > Grabhügel     | Grabhügel                                             | Vor- und/oder Frühgeschichte |      |                                                        |      |
| aKD-ALSH-Nr. 004 094 | Grabmal > Grabhügel     | Grabhügel                                             | Vor- und/oder Frühgeschichte |      |                                                        |      |
| aKD-ALSH-Nr. 004 095 | Grabmal > Grabhügel     | Grabhügel                                             | Vor- und/oder Frühgeschichte |      |                                                        |      |
| aKD-ALSH-Nr. 004 096 | Grabmal > Grabhügel     | Grabhügel                                             | Vor- und/oder Frühgeschichte |      |                                                        |      |
| aKD-ALSH-Nr. 004 097 | Grabmal > Grabhügel     | Grabhügel                                             | Vor- und/oder Frühgeschichte |      |                                                        |      |
| aKD-ALSH-Nr. 004 098 | Grabmal > Grabhügel     | Grabhügel                                             | Vor- und/oder Frühgeschichte |      |                                                        |      |
| aKD-ALSH-Nr. 004 099 | Grabmal > Grabhügel     | Grabhügel                                             | Vor- und/oder Frühgeschichte |      |                                                        |      |
| aKD-ALSH-Nr. 004 100 | Grabmal > Grabhügel     | Grabhügel                                             | Vor- und/oder Frühgeschichte |      |                                                        |      |
| aKD-ALSH-Nr. 004 101 | Grabmal > Grabhügel     | Grabhügel                                             | Vor- und/oder Frühgeschichte |      |                                                        |      |
| aKD-ALSH-Nr. 004 102 | Grabmal > Grabhügel     | Grabhügel                                             | Vor- und/oder Frühgeschichte |      |                                                        |      |
| aKD-ALSH-Nr. 004 103 | Grabmal > Grabhügel     | Grabhügel                                             | Vor- und/oder Frühgeschichte |      |                                                        |      |
| aKD-ALSH-Nr. 004 104 | Grabmal > Grabhügel     | Grabhügel                                             | Vor- und/oder Frühgeschichte |      |                                                        |      |
| aKD-ALSH-Nr. 004 105 | Grabmal > Großsteingrab | Steinkammer                                           | Neolithikum                  |      |                                                        |      |
| aKD-ALSH-Nr. 004 106 | Grabmal > Grabhügel     | Grabhügel                                             | Vor- und/oder Frühgeschichte |      |                                                        |      |
| aKD-ALSH-Nr. 004 107 | Grabmal > Großsteingrab | Steinkammer „Poppostein“                              | Neolithikum                  |      |                                                        |      |
| aKD-ALSH-Nr. 004 108 | Grabmal > Kriegsgrab    | Kriegsgrab                                            | Neuzeit                      |      | Soldatengrab aus der Zeit der deutsch-dänischen Kriege |      |
| aKD-ALSH-Nr. 004 109 | Grabmal > Grabhügel     | Grabhügel                                             | Vor- und/oder Frühgeschichte |      |                                                        |      |
| aKD-ALSH-Nr. 004 110 | Grabmal > Grabhügel     | Grabhügel                                             | Vor- und/oder Frühgeschichte |      |                                                        |      |
| aKD-ALSH-Nr. 004 111 | Grabmal > Grabhügel     | Grabhügel                                             | Vor- und/oder Frühgeschichte |      |                                                        |      |
| aKD-ALSH-Nr. 004 112 | Grabmal > Grabhügel     | Grabhügel                                             | Vor- und/oder Frühgeschichte |      |                                                        |      |
| aKD-ALSH-Nr. 004 113 | Produktionsstätte       | Produktionsstätte (Verhüttungsplatz, Glashütte u. a.) | Eisenzeit                    |      | Verhüttungsplatz                                       |      |
| aKD-ALSH-Nr. 004 133 | Grabmal > Grabhügel     | Grabhügel                                             | Vor- und/oder Frühgeschichte |      |                                                        |      |
| aKD-ALSH-Nr. 004 134 | Grabmal > Grabhügel     | Grabhügel                                             | Vor- und/oder Frühgeschichte |      |                                                        |      |